# Четврта димензија (кратки филм)
Четврта димензија је југословенски кратки филм први пут приказан 21. фебруара 1972 године. Режирао га је Дејан Ђурковић који је написао и сценарио.

## Улоге
| Глумац      | Улога |
| ----------- | ----- |
| Данило Киш  |       |
| Манца Кошир |       |